# Tesma nigrapex
Tesma nigrapex är en fjärilsart som beskrevs av Embrik Strand 1912. Tesma nigrapex ingår i släktet Tesma och familjen björnspinnare. Inga underarter finns listade i Catalogue of Life.